# Villaconejos de Trabaque (kommunhuvudort)
Villaconejos de Trabaque är en kommunhuvudort i Spanien.   Den ligger i provinsen Provincia de Cuenca och regionen Kastilien-La Mancha, i den centrala delen av landet, 120 km öster om huvudstaden Madrid. Villaconejos de Trabaque ligger 814 meter över havet och antalet invånare är 486.
Terrängen runt Villaconejos de Trabaque är kuperad åt nordost, men åt sydväst är den platt. Villaconejos de Trabaque ligger nere i en dal. Runt Villaconejos de Trabaque är det mycket glesbefolkat, med 6 invånare per kvadratkilometer. Närmaste större samhälle är Priego, 5,4 km norr om Villaconejos de Trabaque. Trakten runt Villaconejos de Trabaque består till största delen av jordbruksmark.